# Thunder (Imagine Dragons)
Thunder is een nummer van de Amerikaanse band Imagine Dragons uit 2017. Het is de tweede single van hun derde studioalbum Evolve.
Het nummer gaat over de overwinning van het buitenbeentje, en je eigen dromen achterna jagen. Frontman Dan Reynolds zingt over zijn jeugd, waarin niemand eigenlijk in hem geloofde en anderen hem steeds vertelden wat hij moest doen. Hij trok zich er niets van aan. Hij wilde op het podium staan; werkte daar keihard voor en nu zijn het dié mensen die voor hem en zijn band klappen in een concertzaal. Die mensen pakt Reynolds dan ook aan in de lijn: "You're always riding in the backseat, now I'm smiling from the stage while you're clapping from the nosebleeds". De nosebleeds zijn de stoelen achter in een concertzaal, de goedkopere plekken met minder zicht.
"Thunder" werd wereldwijd een grotere hit dan voorganger "Believer". Het haalde de 4e positie in de Amerikaanse Billboard Hot 100 en de Vlaamse Ultratop 50. In de Nederlandse Top 40 haalde het de 8e positie.

## Hitnoteringen

### Nederlandse Top 40
| Hitnotering: 08-07-2017 t/m 16-12-2017 | Hitnotering: 08-07-2017 t/m 16-12-2017 | Hitnotering: 08-07-2017 t/m 16-12-2017 | Hitnotering: 08-07-2017 t/m 16-12-2017 | Hitnotering: 08-07-2017 t/m 16-12-2017 | Hitnotering: 08-07-2017 t/m 16-12-2017 | Hitnotering: 08-07-2017 t/m 16-12-2017 | Hitnotering: 08-07-2017 t/m 16-12-2017 | Hitnotering: 08-07-2017 t/m 16-12-2017 | Hitnotering: 08-07-2017 t/m 16-12-2017 | Hitnotering: 08-07-2017 t/m 16-12-2017 | Hitnotering: 08-07-2017 t/m 16-12-2017 | Hitnotering: 08-07-2017 t/m 16-12-2017 | Hitnotering: 08-07-2017 t/m 16-12-2017 | Hitnotering: 08-07-2017 t/m 16-12-2017 | Hitnotering: 08-07-2017 t/m 16-12-2017 | Hitnotering: 08-07-2017 t/m 16-12-2017 | Hitnotering: 08-07-2017 t/m 16-12-2017 | Hitnotering: 08-07-2017 t/m 16-12-2017 | Hitnotering: 08-07-2017 t/m 16-12-2017 | Hitnotering: 08-07-2017 t/m 16-12-2017 |
| Week:                                  | 1                                      | 2                                      | 3                                      | 4                                      | 5                                      | 6                                      | 7                                      | 8                                      | 9                                      | 10                                     | 11                                     | 12                                     | 13                                     | 14                                     | 15                                     | 16                                     | 17                                     | 18                                     | 19                                     | 20                                     |
| -------------------------------------- | -------------------------------------- | -------------------------------------- | -------------------------------------- | -------------------------------------- | -------------------------------------- | -------------------------------------- | -------------------------------------- | -------------------------------------- | -------------------------------------- | -------------------------------------- | -------------------------------------- | -------------------------------------- | -------------------------------------- | -------------------------------------- | -------------------------------------- | -------------------------------------- | -------------------------------------- | -------------------------------------- | -------------------------------------- | -------------------------------------- |
| Positie:                               | 37                                     | 28                                     | 19                                     | 13                                     | 9                                      | 8                                      | 10                                     | 11                                     | 13                                     | 13                                     | 16                                     | 15                                     | 12                                     | 10                                     | 12                                     | 17                                     | 21                                     | 23                                     | 24                                     | 25                                     |
| Week:                                  | 21                                     | 22                                     | 23                                     | 24                                     |                                        |                                        |                                        |                                        |                                        |                                        |                                        |                                        |                                        |                                        |                                        |                                        |                                        |                                        |                                        |                                        |
| Positie:                               | 33                                     | 35                                     | 37                                     | 38                                     | uit                                    |                                        |                                        |                                        |                                        |                                        |                                        |                                        |                                        |                                        |                                        |                                        |                                        |                                        |                                        |                                        |

### NederlandseSingle Top 100
| Hitnotering: 20-05-2017 t/m 10-03-2018 | Hitnotering: 20-05-2017 t/m 10-03-2018 | Hitnotering: 20-05-2017 t/m 10-03-2018 | Hitnotering: 20-05-2017 t/m 10-03-2018 | Hitnotering: 20-05-2017 t/m 10-03-2018 | Hitnotering: 20-05-2017 t/m 10-03-2018 | Hitnotering: 20-05-2017 t/m 10-03-2018 | Hitnotering: 20-05-2017 t/m 10-03-2018 | Hitnotering: 20-05-2017 t/m 10-03-2018 | Hitnotering: 20-05-2017 t/m 10-03-2018 | Hitnotering: 20-05-2017 t/m 10-03-2018 | Hitnotering: 20-05-2017 t/m 10-03-2018 | Hitnotering: 20-05-2017 t/m 10-03-2018 | Hitnotering: 20-05-2017 t/m 10-03-2018 | Hitnotering: 20-05-2017 t/m 10-03-2018 | Hitnotering: 20-05-2017 t/m 10-03-2018 | Hitnotering: 20-05-2017 t/m 10-03-2018 | Hitnotering: 20-05-2017 t/m 10-03-2018 | Hitnotering: 20-05-2017 t/m 10-03-2018 | Hitnotering: 20-05-2017 t/m 10-03-2018 | Hitnotering: 20-05-2017 t/m 10-03-2018 |
| Week:                                  | 1                                      | 2                                      | 3                                      | 4                                      | 5                                      | 6                                      | 7                                      | 8                                      | 9                                      | 10                                     | 11                                     | 12                                     | 13                                     | 14                                     | 15                                     | 16                                     | 17                                     | 18                                     | 19                                     | 20                                     |
| -------------------------------------- | -------------------------------------- | -------------------------------------- | -------------------------------------- | -------------------------------------- | -------------------------------------- | -------------------------------------- | -------------------------------------- | -------------------------------------- | -------------------------------------- | -------------------------------------- | -------------------------------------- | -------------------------------------- | -------------------------------------- | -------------------------------------- | -------------------------------------- | -------------------------------------- | -------------------------------------- | -------------------------------------- | -------------------------------------- | -------------------------------------- |
| Positie:                               | 69                                     | 47                                     | 55                                     | 56                                     | 54                                     | 52                                     | 33                                     | 36                                     | 42                                     | 37                                     | 32                                     | 30                                     | 28                                     | 24                                     | 23                                     | 23                                     | 21                                     | 27                                     | 21                                     | 21                                     |
| Week:                                  | 21                                     | 22                                     | 23                                     | 24                                     | 25                                     | 26                                     | 27                                     | 28                                     | 29                                     | 30                                     | 31                                     | 32                                     | 33                                     | 34                                     | 35                                     | 36                                     | 37                                     | 38                                     | 39                                     | 40                                     |
| Positie:                               | 24                                     | 29                                     | 28                                     | 28                                     | 38                                     | 34                                     | 39                                     | 51                                     | 57                                     | 64                                     | 66                                     | 72                                     | 81                                     | 53                                     | 55                                     | 59                                     | 72                                     | 76                                     | 81                                     | 92                                     |
| Week:                                  | 41                                     | 42                                     | 43                                     |                                        |                                        |                                        |                                        |                                        |                                        |                                        |                                        |                                        |                                        |                                        |                                        |                                        |                                        |                                        |                                        |                                        |
| Positie:                               | 83                                     | 90                                     | 98                                     | uit                                    |                                        |                                        |                                        |                                        |                                        |                                        |                                        |                                        |                                        |                                        |                                        |                                        |                                        |                                        |                                        |                                        |

### VlaamseUltratop 50
| Hitnotering: 24-06-2017 t/m 23-12-2017 | Hitnotering: 24-06-2017 t/m 23-12-2017 | Hitnotering: 24-06-2017 t/m 23-12-2017 | Hitnotering: 24-06-2017 t/m 23-12-2017 | Hitnotering: 24-06-2017 t/m 23-12-2017 | Hitnotering: 24-06-2017 t/m 23-12-2017 | Hitnotering: 24-06-2017 t/m 23-12-2017 | Hitnotering: 24-06-2017 t/m 23-12-2017 | Hitnotering: 24-06-2017 t/m 23-12-2017 | Hitnotering: 24-06-2017 t/m 23-12-2017 | Hitnotering: 24-06-2017 t/m 23-12-2017 | Hitnotering: 24-06-2017 t/m 23-12-2017 | Hitnotering: 24-06-2017 t/m 23-12-2017 | Hitnotering: 24-06-2017 t/m 23-12-2017 | Hitnotering: 24-06-2017 t/m 23-12-2017 | Hitnotering: 24-06-2017 t/m 23-12-2017 | Hitnotering: 24-06-2017 t/m 23-12-2017 | Hitnotering: 24-06-2017 t/m 23-12-2017 | Hitnotering: 24-06-2017 t/m 23-12-2017 | Hitnotering: 24-06-2017 t/m 23-12-2017 | Hitnotering: 24-06-2017 t/m 23-12-2017 |
| Week:                                  | 1                                      | 2                                      | 3                                      | 4                                      | 5                                      | 6                                      | 7                                      | 8                                      | 9                                      | 10                                     | 11                                     | 12                                     | 13                                     | 14                                     | 15                                     | 16                                     | 17                                     | 18                                     | 19                                     | 20                                     |
| -------------------------------------- | -------------------------------------- | -------------------------------------- | -------------------------------------- | -------------------------------------- | -------------------------------------- | -------------------------------------- | -------------------------------------- | -------------------------------------- | -------------------------------------- | -------------------------------------- | -------------------------------------- | -------------------------------------- | -------------------------------------- | -------------------------------------- | -------------------------------------- | -------------------------------------- | -------------------------------------- | -------------------------------------- | -------------------------------------- | -------------------------------------- |
| Positie:                               | 45                                     | 34                                     | 27                                     | 23                                     | 23                                     | 17                                     | 13                                     | 17                                     | 17                                     | 14                                     | 7                                      | 6                                      | 6                                      | 9                                      | 4                                      | 7                                      | 7                                      | 12                                     | 21                                     | 18                                     |
| Week:                                  | 21                                     | 22                                     | 23                                     | 24                                     | 25                                     | 26                                     | 27                                     |                                        |                                        |                                        |                                        |                                        |                                        |                                        |                                        |                                        |                                        |                                        |                                        |                                        |
| Positie:                               | 23                                     | 20                                     | 37                                     | 36                                     | 47                                     | 43                                     | 41                                     | uit                                    |                                        |                                        |                                        |                                        |                                        |                                        |                                        |                                        |                                        |                                        |                                        |                                        |

### NPO Radio 2 Top 2000
| Nummer met noteringen in de NPO Radio 2 Top 2000 | '17 | '18 | '19 | '20 | '21 | '22 | '23 | '24 |
| ------------------------------------------------ | --- | --- | --- | --- | --- | --- | --- | --- |
| Thunder                                          | 935 | 458 | 742 | 933 | 889 | 805 | 884 | 816 |

1. ↑  Een vetgedrukt getal geeft de hoogste notering aan.
2. ↑  2017 was het eerste jaar met een notering voor dit nummer.